# Kamboški genocid
Kamboški genocid (kmersko របបប្រល័យពូជសាសន៍នៅកម្ពុជា) je bilo sistematično preganjanje in pobijanje državljanov Kambodže, ki so ga izvajali Rdeči Kmeri pod vodstvom generalnega sekretarja Komunistične partije Kampučije Pola Pota, ki je Kambodžo radikalno potisnil v popolnoma samozadostno agrarno socialistično družbo. V letih od 1975 do 1979 je zaradi nje umrlo 1,5 do 2 milijona ljudi, skoraj četrtina prebivalstva Kambodže iz leta 1975 (približno 7,8 milijona).    
Pola Pota in Rdeče Kmere sta dolgo časa podpirala Komunistična partija Kitajske in njen predsednik Mao Cetung; ocenjuje  se, da je vsaj 90 % tuje pomoči, ki so jo prejeli Rdeči kmeri, prišlo iz Kitajske, samo leta 1975 pa je Kitajska prispevala vsaj 1 milijardo USD brezobrestne gospodarske in vojaške pomoči. Po prevzemu oblasti aprila 1975 so Rdeči kmeri želeli po vplivu kulturne revolucije državo spremeniti v agrarno socialistično republiko, ki bi temeljila na politiki ultramaoizma. Pol Pot in drugi uradniki Rdečih Kmerov so se junija 1975 v Pekingu sestali z Maom, ki jim je dal soglasje in nasvete, visoki uradniki KPK, kot je bil član stalnega odbora politbiroja KPK Džang Čunčjao (pinjin Zhang Chunqiao), pa so pozneje obiskali Kambodžo in ji ponudili pomoč. Rdeči Kmeri so za uresničitev svojih ciljev izpraznili mesta in prisilili Kambodžane, da so se preselili v delovna taborišča na podeželju, kjer so se množile usmrtitve, prisilno delo, fizično nasilje, podhranjenost in bolezni. Leta 1976 so Rdeči kmeri državo preimenovali v Demokratično Kampučijo.
Poboji so se končali, ko je vietnamska vojska leta 1978 vdrla v državo in strmoglavila režim Rdečih Kmerov. Do januarja 1979 je zaradi politike Rdečih kmerov umrlo od 1,5 do 2 milijona ljudi, od tega 200 do 300 tisoč kitajskih kambodžanov, 90 tisoč muslimanov in 20 tisoč vietnamskih kambodžanov. 20 tisoč ljudi je šlo skozi Varnostni zapor 21, enega od 196 zaporov, ki so jih upravljali Rdeči kmeri, in le sedem odraslih je preživelo. Ujetnike so odpeljali na polja smrti, kjer so jih usmrtili (pogosto s krampi, da bi prihranili naboje) in pokopali v množičnih grobiščih. Ugrabitev in indoktrinacija otrok sta bili zelo razširjeni, mnoge so prepričali ali prisilili, da so zagrešili grozodejstva. Do leta 2009 je kamboški dokumentacijski center popisal 23.745 množičnih grobišč, v katerih je približno 1,3 milijona domnevnih žrtev. Neposredne usmrtitve naj bi predstavljale do 60 % žrtev genocida, druge žrtve pa so umrle zaradi lakote, izčrpanosti ali bolezni. 
Genocid je sprožil drugi val beguncev, od katerih so številni pobegnili na sosednjo Tajsko in v manjši meri v Vietnam. Vietnamska invazija na Kambodžo je končala genocid in januarja 1979 porazila Rdeče kmere. 2. januarja 2001 je kamboška vlada ustanovila sodišče za Rdeče Kmere, ki naj bi sodilo članom vodstva Rdečih Kmerov, odgovornim za genocid v Kambodži. Sojenje se je začelo 17. februarja 2009. Nuon Čea in Khieu Samphan sta bila 7. avgusta 2014 obsojena na dosmrtno zaporno kazen zaradi zločinov proti človeštvu, storjenih med genocidom.

## Ozadje
17. aprila 1975 so Rdeči Kmeri na čelu s komunistično partijo Kambodže pod vodstvom Pola Pota, po več letih državljanske vojne prevzeli oblast v Kambodži. Vodstvo partije se je kmalu sestalo v Srebrni pagodi, kjer so se strinjali, da mora biti dvig kmetijske proizvodnje glavna prioriteta njihove vlade ter na oblasti uveljavili komunizem. Pol Pot je izjavil, da je kmetijstvo ključno tako za izgradnjo države kot za nacionalno obrambo; verjel je, da bi bila, če se Kambodža ne bi mogla hitro razvijati, ranljiva za vietnamsko prevlado, kot je bila v preteklosti. Njihov cilj je bil v petih do desetih letih doseči 70 do 80 % kmetijske mehanizacije, v petnajstih do dvajsetih letih pa sodobno industrijsko bazo. Kot del tega projekta je Pol Pot videl, da je nujno, da razvijejo sredstva za zagotavljanje, da je kmečko prebivalstvo delalo težje kot prej. 
Junija 1975, dva meseca po prevzemu oblasti, so se Pol Pot in drugi uradniki Rdečih Kmerov odpravili na Kitajsko, kjer so se v Pekingu sestali z Mao Cetungom, kjer je Mao predaval Polu Potu o njegovi »teoriji nenehne revolucije pod diktaturo proletariata (无产阶级专政下继瑽瑐继瑽)«  ki jih je napisal Yao Wenyuan in poslal Pol Potu več kot 30 knjig, katerih avtorji so bili Karl Marx, Friedrich Engels, Vladimir Lenin in Josif Stalin. Med tem srečanjem je Mao dejal Pol Potu:
Strinjamo se s tabo! Večina vaših izkušenj je boljša od naših. Kitajska ni usposobljena, da bi vas kritizirala. V petdesetih letih smo desetkrat storili napake na političnih poteh – nekatere so nacionalne, nekatere lokalne… Tako pravim, da Kitajska nima kvalifikacij, da vas kritizira, ampak da vas podpira in vam stoji ob strani. V bistvu imate prav... Med prehodom iz demokratične revolucije na socialistično pot obstajata dve možnosti: ena je socializem, druga pa kapitalizem. Naša situacija je zdaj takšna. Čez petdeset let ali čez sto let bo boj med dvema linijama obstajal. Tudi čez deset tisoč let bo boj med dvema linijama še vedno obstajal. Ko bo komunizem uresničen, bo boj med dvema linijama še vedno prisoten. Sicer pa nisi marksist. To je enotnost, ki obstaja med nasprotji. Če omenjamo samo eno stran od obeh, je to metafizika. Verjamem v to, kar sta dejala Marx in Lenin, da bi bila ta pot vijugasta ... Naša država je zdaj, kot je dejal Lenin, kapitalistična država brez kapitalistov. Ta država ščiti kapitalistične pravice, plače pa niso enake. Pod sloganom enakosti je bil uveden sistem neenakosti. Obstajal bo boj med dvema linijama, boj med naprednimi in nazadnjaki, tudi ko se bo uresničil komunizem. Danes tega ne moremo v celoti storiti. 
Pol Pot je odgovoril: "Vprašanje linij boja, ki jih je izpostavil predsednik Mao, je pomembno strateško vprašanje. Vašim besedam bomo sledili tudi v prihodnje. Že od mladosti sem bral in se pri tem naučil različna dela predsednika Maa, zlasti teorijo o ljudski vojni. Vaša dela so usmerjala v našo celotno partijo.« Po drugi strani pa je med drugim srečanjem avgusta 1975 kitajski politik Zhou Enlai opozoril Sihanouka in voditelje Rdečih Kmerov, vključno s Khieujem Samphanom in Iengom Saryjem, na nevarnost radikalnega gibanja proti komunizmu, pri čemer navaja napake v kitajskem velikem preskoku naprej. Zhou jih je pozval, naj ne ponavljajo napak, ki so povzročile opustošenje. Sihanouk se je pozneje spomnil, da sta se Khieu Samphan in Ieng Sary odzvala le z nejevernim in vrhunskim nasmehom.
Med izvajanjem kamboškega genocida je bila Kitajska glavni mednarodni pokrovitelj Rdečih Kmerov, ki jim je zagotavljala več kot 15.000 vojaških svetovalcev in večino svoje zunanje pomoči. Ocenjuje se, da je vsaj 90 % tuje pomoči Rdečim Kmerom prihajalo s Kitajske, pri čemer je bilo samo leta 1975 1 milijarda ameriških dolarjev brezobrestne ekonomske in vojaške pomoči, »največja pomoč, ki jo je Kitajska kdaj koli dala kateri koli državi.« Niz notranjih kriz leta 1976 je preprečil, da bi Peking izvajal bistven vpliv na politiko Rdečih Kmerov.

## Ideologija
Ideologija je imela pomembno vlogo pri izvajanju genocida. Na Pol Pota je vplivala komunistična ideologija marksizem-leninizem in s katero je želel Kambodžo spremeniti v popolnoma samozadostno agrarno socialistično družbo, ki ne bi imela tujih vplivov. Na njegovo misel je Stalinovo delo opisal kot »ključni oblikovalski vpliv«. Močno vplivno je bilo tudi Maovo delo, zlasti O novi demokraciji. Sredi šestdesetih let prejšnjega stoletja je Pol Pot preoblikoval svoje ideje o marksizmu-leninizmu, da bi ustrezal razmeram v Kambodži, s cilji kot so vrnitev Kambodže v domnevno mitično preteklost močnega kmerskega cesarstva, izkoreninjenje pokvarljivih vplivov, kot sta tuja pomoč in zahodna kultura ter obnova kamboške agrarne družbe.
Pol Potovo močno prepričanje, da je treba Kambodžo spremeniti v državo z agrarno družbo, je izhajalo iz njegovih izkušenj na podeželskem severovzhodu Kambodže – kjer je razvil naklonjenost do agrarne samozadostnosti izoliranih plemen tega območja –, medtem ko so Rdeči Kmeri pridobili moč. Poskusi izvajanja teh ciljev (nastali na podlagi opazovanj majhnih podeželskih občin) v širšo družbo so bili ključni dejavniki genocida, ki je sledil. En predstavnik Rdečih Kmerov je dejal, da so bili poboji, ki so jih izvajali komunisti, namenjeni očiščenju prebivalstva. Rdeči Kmeri so praktično prisilili celotno prebivalstvo Kambodže, da se je razdelila na mobilne delovne skupine. Michael Hunt je zapisal, da je šlo za eksperiment družbene mobilizacije brez primere v revolucijah dvajsetega stoletja. Rdeči Kmeri so uporabili nečloveški sistem, ki je vključeval prisilna dela, stradanje, prisilno preselitev, kolektivizacijo zemlje in državni teror, da bi obdržali prebivalstvo v državi. Gospodarski načrt Rdečih Kmerov je bil primerno poimenovan Maha Lout Ploh, neposredna aluzija na veliki preskok naprej na Kitajskem, ki je povzročil na desetine milijonov smrtnih žrtev v veliki kitajski lakoti.
Doktorska disertacija, ki jo je napisal Kenneth M. Quinn o izvoru radikalnega režima Pol Pota, je »splošno priznana kot prva oseba, ki je poročala o politiki Pol Pota in Rdečih Kmerov«. Medtem ko je bil zaposlen kot uradnik za zunanje zadeve pri ameriškem State Departmentu v jugovzhodni Aziji, je Quinn med letoma 1973 in 1974 devet mesecev služil na južnovietnamski meji. Medtem ko je bil tam, je Quinn opravil intervju z nešteto kamboškimi prebežniki, ki so pobegnili iz brutalnih krempljev Rdečih Kmerov. Na podlagi zbranih intervjujev in grozodejstev, ki jim je bil priča od prvih prebežnikov, je Quinn napisal »40-stransko poročilo o tem, ki je bilo predloženo po vsej ZDA«. V poročilu je zapisal, da imajo Rdeči Kmeri veliko skupnega s tistimi totalitarnimi režimi v Sovjetski zvezi in Nacistični Nemčiji. Quinn je o Rdečih Kmerih zapisal, da so se pojavili kot razlaga terorja in nasilja, ki sta preplavila Kambodžo v sedemdesetih letih prejšnjega stoletja, je ta, da je majhna skupina intelektualcev, jezna zaradi svojega dojemanja popolnoma pokvarjene družbe in prežeta z maoističnim načrtom za ustvarjanje čiste socialistične ureditve v najkrajšem možnem času, novačil izredno mlade, revne in zavistne kadre, jih poučil o ostrih in brutalnih metodah, ki so se jih naučili od stalinističnih učiteljev, in jih uporabil za fizično uničenje kulturnih temeljev kmerske civilizacije in vsiliti novo družbo s čistkami, usmrtitvami in nasiljem.
Ben Kiernan je primerjal kamboški genocid z armenskim genocidom, ki ga je storilo Osmansko cesarstvo med prvo svetovno vojno, in holokavstom, ki ga je storila nacistična Nemčija med drugo svetovno vojno. Čeprav je bil vsak genocid edinstven, so imeli določene skupne značilnosti, rasizem pa je bil glavni del ideologije vseh treh totalitarnih režimov (komunizem, fašizem in nacizem). Vsi trije režimi so bili usmerjeni proti verskim manjšinam in so poskušali uporabiti tudi silo, da bi razširili svojo vladavino v tisto, za kar so verjeli, da je njihovo zgodovinsko središče (Kmersko cesarstvo, Turkestan in Lebensraum), in vsi trije režimi so idealizirali svoje etnično kmetijstvo kot pravi 'narodni' razred, etnična tla, iz katerih je iz njihovih teorij zrasla nova država.

## Množični poboji

### Običajni
Komunistični režim Rdečih Kmerov je pogosto aretiral ter s tem tudi pogosto usmrtil vse, za katere je sumil, da so povezani z nekdanjo kamboško vlado ali tujimi vladami, pa tudi strokovnjake, intelektualce, budistične menihe in etnične manjšine. Tudi tiste ljudi, za katere je bilo stereotipno mišljeno, da imajo intelektualne lastnosti, kot so nošenje očal ali govorjenje več jezikov, so bili usmrčeni iz strahu, da bi se uprli Rdečim Kmerom. Posledično so Pol Pota opisali kot »genocidnega tirana« s strani novinarjev in zgodovinarjev, kot je William Branigin. Britanski sociolog Martin Shaw je kamboški genocid opisal kot »najčistejši genocid v času hladne vojne«. Poskus prečiščevanja kamboške družbe po rasnih, družbenih in političnih linijah je privedel do čistk prejšnjega vojaškega in političnega vodstva Kambodže, skupaj s poslovnimi voditelji, novinarji, študenti, zdravniki in odvetniki.
Cilji usmrtitev so bili tudi etnični Vietnamci, etnični Tajci, etnični Kitajci, etnični Chami, kamboški kristjani in druge manjšine. Rdeči Kmeri so na silo preselili manjšinske skupine in prepovedali uporabo njihovih jezikov. V skladu z njihovim odlokom so Rdeči Kmeri prepovedali obstoj več kot 20 manjšinskih skupin, ki so predstavljale 15 % prebivalstva Kambodže.

### Etnične žrtve
Medtem, ko so bili Kambodžani na splošno žrtve komunističnega režima Rdečih Kmerov, se preganjanje, mučenje in poboji, ki so jih storili komunisti, po podatkih Združenih narodov štejejo za genocid, saj so bile etnične in verske manjšine sistematična tarča Pol Pota in njegovega režima.
Znanstveniki in zgodovinarji imajo različna mnenja o tem, ali je treba preganjanje in poboje z strani Rdečih Kmerov šteti za genocid. To je zato, ker je prejšnja štipendija, ki je nastala takoj po padcu režima Rdečih Kmerov leta 1979, trdila, da so bile žrtve lahko ubite zaradi okoliščin, v katerih so bile. Michael Vickery je na primer menil, da so bili umori »večinoma posledica spontanih ekscesov maščevalne, nedisciplinirane kmečke vojske«.
Ben Kiernan trdi, da je šlo res za genocid, in se ne strinja s temi tremi učenjaki, tako da navaja primere iz zgodovine ljudstva Cham v Kambodži, kot je mednarodno sodišče, ki je Nuona Chea in Khieua Samphana spoznalo za kriva po 92 in 87 točkah omenjenega kaznivega dejanja.

### Verske skupine
Pod vodstvom Pol Pota, ki je bil velik marksistični ateist, so Rdeči Kmeri uveljavili ateizem in prepovedali religijo. Po besedah Catherine Wessinger je bila »Demokratična Kampučija uradno ateistična država in preganjanje vere s strani Rdečih Kmerov se je po resnosti lahko primerjalo s preganjanjem vere v komunističnih državah Albaniji in Severni Koreji. Vse religije so bile prepovedane, zatiranje privržencev islama, krščanstva in budizma pa je bilo visoko. Ocenjuje se, da so Rdeči Kmeri pobili do 50.000 budističnih menihov.«

### Notranje usmritve
Leta 1978 je Pol Pot, da bi očistil vzhodno vojaško cono od tistih, za katere je menil, da so jih naseljevali Vietnamci, ukazal vojaškim enotam iz jugozahodne cone v državi, da naj odidejo v vzhodno Kampučijo in »odpravijo skrite izdajalce«. Ker se ni mogel upreti napadu vlade Kampučije, je poveljnik So Phim storil samomor, medtem, ko je njegov namestnik Heng Samrin pobegnil v Vietnam. Množični poboji v vzhodni coni so bili najresnejši od vseh pobojev, ki so se zgodili v času izvajanja genocida pod vodstvom Pol Potovega režima. Poboje so opisi kot »množične in neselektivne čistke tako članov partije, kot tudi vojske ljudi«.

## Vloga otrok v genocidu
Rdeči Kmeri so izkoriščali na tisoče nediscipliniranih otrok. Veliko so jih v njihovih zgodnjih najstniških letih najeli za izvajanje množičnih umorov in drugih grozodejstev med in po genocidu. Mlajše otroke so učili, da brez obotavljanja sledijo vsakemu ukazu.
Kamboška komunistična partija je še naprej intenzivno najela otroke vsaj do leta 1998 in jih pogosto prisilno novačila. V tem obdobju so bili otroci razporejeni predvsem v neplačane podporne vloge, kot so nosilci streliva, in tudi kot borce. Številni otroci so pobegnili brez sredstev za prehranjevanje in so verjeli, da jim bo pridružitev vladnim silam omogočila preživetje, čeprav so jim lokalni poveljniki pogosto odrekli plačilo. 

## Mučenje in medicinski postopki
Komunistični režim Rdečih Kmerov je dobro znan tudi po izvajanju mučnih medicinskih poskusov na zapornikih. Ljudje so bili zaprti in mučeni zgolj zaradi suma, da nasprotujejo režimu ali ker so drugi zaporniki v času mučenja delili svoja imena. Cele družine (vključno z ženskami in otroki) so končale v zaporih, kjer so jih mučili, ker so se Rdeči Kmeri bali, da se bodo sorodniki njihovih nameravanih žrtev maščevali, če tega ne bodo storili. Pol Pot je enkrat dejal: »Če hočeš ubiti travo, moraš ubiti tudi korenine«. Večina zapornikov sploh ni vedela, zakaj so bili zaprti, in če bi si za to drznili vprašati paznike, bi pazniki odgovorili le tako, da bi rekli, da Angkar (Komunistična partija Kampučije) nikoli ne dela napak, kar je pomenilo, da so morali storiti nekaj, kar je veljalo za nezakonito.
V zaporu S-21 je imel vsak zapornik na nogi priklenjeno verigo, da bi ga s tem označili in mu preprečili poskus pobega. Zaporniki so morali opravljati različna dela, za vsak napačen korak ali dejanje, pa so sledili brutalen pretep, mučenje z elektrošoki in velikimi kosi železa. Včasih so pazniki zapornike kaznovali tudi tako, da so jih sili jesti človeške iztrebke in piti človeški urin. Zaradi nečloveških razmer so se v zaporu širile številne bolezni.
Tako v zapisnikih zapora S-21 kot v dokumentih sojenja je bilo podanih veliko poročil o mučenju; kot je povedal preživeli zapornik Bou Meng v svoji knjigi, ki jo je napisal Huy Vannak, so bila mučenja tako grozovita in nagnusna, da so zaporniki na vse načine poskušali storiti samomor, celo z žlicami, roke pa so jim bile nenehno zvezane za hrbtom, da bi jim preprečili storiti samomor ali poskus pobega. Ko so verjeli, da ne morejo posredovati nobenih drugih koristnih informacij, so jim zavezali oči in jih poslali na polja smrti, kjer so bila množična grobišča, kjer so zapornike ponoči ubijali s kovinskimi orodji, kot so kose ali žeblji in kladiva (saj so varčevali s strelivom). Pogosto so krike žrtev preglasili z zvočniki, ki so predvajali propagandno glasbo Demokratične Kampučije in hrupom iz generatorskih sklopov.
Znotraj zapora S-21 je bila opravljena posebna obravnava dojenčkov in otrok; odvzeli so jih materam in sorodnikom ter jih poslali na polja smrti, kjer so jim glave razbili od debla dreves Chankiri. Podobno naj bi obravnavali tudi dojenčke iz drugih zaporov, kot je S-21, po vsej Demokratični Kampučiji. S-21 je imel zaprtih tudi nekaj zahodnih državljanov, ki jih je režim ujel. Eden od njih je bil britanski učitelj John Dawson Dewhirst, ki so ga ujeli Rdeči Kmeri, ko je bil na jahti. Eden od stražarjev S-21, Cheam Soeu, je dejal, da je bil eden od zahodnih ujetnikov živo zažgan, a Kang Kek Lew (Tovariš Duch) je to zanikal. Povedal je, da ga je Pol Pot prosil, naj zažge njihova trupla (po smrti) in da si »nihče ne bo upal kršiti njegovega ukaza«. Mučenja niso bila namenjena le prisili zapornikov k priznanju lažnih obtožb, temveč tudi za zabavo stražarjev. Bali so se, da bi tudi sami postali ujetniki, če bodo z ujetniki dobro ravnali. Pri mučenju so uporabili vse, od dušenja s plastičnimi vrečami, do puljenja nohtov, uporabe nožev in utapljanja. Nekatere zapornike so celo žive odrli.
Prejšnje zdravnike so ubili ali poslali na podeželje, da bi delali kot kmetje v času Rdečih Kmerov, knjižnica medicinske fakultete v Phnom Penhu pa je bila zažgana. Režim je takrat zaposlil otroške zdravnike, ki so bili samo najstniki brez ali zelo malo usposobljeni. Niso imeli nobenega znanja o zahodni medicini (ki je bila prepovedana, saj je veljala za kapitalistično iznajdbo), in so morali izvajati lastne medicinske poskuse in se učiti sami. Zahodnih zdravil niso imeli (ker je morala biti Kambodža po mnenju Rdečih Kmerov samozadostna) in vsi medicinski poskusi so se sistematično izvajali brez anestetikov. Zdravnik, ki je delal v zaporu S-21, je povedal, da so 17-letni deklici prerezali vrat in ji preluknjali trebuh, preden so jo pretepli in jo dali v vodo za celo noč. Ta postopek je bil večkrat ponovljen in izveden brez anestetikov.
V bolnišnici v provinci Kampong Cham so otroški zdravniki izrezali trup žrtve in odstranili črevesje žive osebe brez uspavanja, da bi preučili proces zdravljenja. Bolnik je zaradi tega po treh dneh umrl. V isti bolnišnici so drugi zdravniki, ki so jih izšolali Rdeči Kmeri, prerezali prsni koš žive osebe, samo da bi videli, kako bije srce. Operacija je povzročila takojšnjo smrt bolnika. Druga pričevanja, zlasti nekaterih predstavnikov Rdečih Kmerov, kažejo, da to niso bili edini primeri. Opravili so tudi testiranje na droge, na primer z vbrizgavanjem kokosovega soka v telo žive osebe in preučevanjem učinkov. Ena injekcija kokosovega soka je pogosto smrtonosna doza. 

## Število žrtev
Ben Kiernan ocenjuje, da je zaradi zločinske politike Rdečih Kmerov umrlo od 1.671 do 1.871 milijona Kambodžanov ali med 21 % in 24 % prebivalstva Kambodže iz leta 1975. Študija francoskega demografa Mareka Sliwinskega je navedla nekaj manj kot 2 milijona nenaravnih smrti pod vladavino Rdečih Kmerov, od 7,8 milijona prebivalcev Kambodže iz leta 1975; Pod režimom Rdečih Kmerov je umrlo 33,5 % kamboških moških v primerjavi s 15,7 % kamboških žensk. Glede na akademski vir iz leta 2001 se najbolj splošno sprejete ocene presežka smrti pod vladavino Rdečih Kmerov gibljejo med 1,5 milijona in 2 milijona, čeprav so bile navedene številke od 1 do 3 milijone; Konvencionalno sprejete ocene smrti zaradi usmrtitev, ki so jih storili Rdeči Kmeri, se gibljejo od 500.000 do 1 milijona, kar je približno ena tretjina do polovice presežne umrljivosti v tem obdobju. Vendar akademski vir iz leta 2013 navaja, da lahko usmrtitev predstavljajo kar 60 % vseh državljanov Kambodže. Čeprav so bile precej višje od prejšnjih in širše sprejetih ocen o usmrtitvah z strani Rdečih Kmerov, je Craig Etcheson iz Dokumentacijskega centra Kambodže (DC-Cam) takšne ocene več kot milijon usmrtitev zagovarjal kot »verjetne, glede na naravo množičnih grobišč in Metode DC-Cama, pri katerih obstaja večja verjetnost, da so povzročili preveliko število žrtev«. Demograf Patrick Heuveline je ocenil, da je med letoma 1970 in 1979 zaradi nenaravne smrti umrlo od 1,17 do 3.42 milijona Kambodžanov, od tega jih je 150.000 in 300.000 jih je umrlo med državljansko vojno. Heuvelineova osrednja ocena je 2,52 milijona smrti, od tega je bilo 1,4 milijona neposredna posledica nasilja. Čeprav temelji na anketi vsakega Kambodžana, se ocena 3,3 milijona smrti, ki jo je objavil režim naslednice Rdečih Kmerov, Ljudska republika Kampučija (PRK), med drugim na splošno šteje za pretiravanje; Zaradi metodoloških napak so organi LRK k neobdelanim rezultatom raziskave dodali ocenjeno število žrtev, ki so bile najdene v delno izkopanih množičnih grobiščih, kar pomeni, da so bile nekatere žrtve dvakrat preštete.

## Dejavnosti po koncu genocida in padcu režima Rdečih Kmerov

### Padec režima
Vietnamska invazija na Kambodžo je januarja 1979 premagala rdeče kmere, zaradi česar je Pol Pot odstopil s položaja voditelja države. Z njegovim odstopom in porazom Rdečih Kmerov se je po skoraj štirih letih v Kambodži končal genocid. Po padcu njihovega režima so se Rdeči Kmeri umaknili v džunglo na severu države, kjer so še vedno izvajali njihove komunistične aktivnosti vse do Pol Potove smrti leta 1998. 

### Sojenje za zločine proti človeštvu
Leta 1997 sta dva sopredsednika vlade Kambodže napisala pismo generalnemu sekretarju Združenih narodov, v katerem sta prosila za pomoč pri vzpostavitvi sodnih postopkov proti višjim voditeljem Rdečih Kmerov. Januarja 2001 je kamboška narodna skupščina sprejela zakonodajo za ustanovitev sodišča za sojenje dodatnim članom režima Rdečih Kmerov. Po dolgotrajnih pogajanjih je bil dosežen sporazum med kraljevo vlado Kambodže in Združenimi narodi, ki je bil podpisan 6. junija 2003. Sporazum je nato potrdila Generalna skupščina Združenih narodov. 
Leta 2007 je kamboška policija aretirala štiri člane Rdečih Kmerov, Nuona Chea, Khieua Samphana, Ienga Sarya ter voditelja zapora S-21 Kanga Lek Lewa. Vsi obtoženci so bili pripeljani pred sodišče, kjer so bili zadržani v priporu, leta 2011 pa so Cheu, Samphanu in Sarryju začeli soditi, medtem, ko so Kangu začeli soditi dve leti prej. Med njihovim sojenjem je Ieng Sarry leta 2013 umrl zaradi srčnega popuščanja, zaradi česar je bilo njegovo sojenje ustavljeno, medtem, ko se je sojenje drugima dvema nadaljevalo.
7. avgusta 2014 sta bila Nuon Chea in Khieu Samphan spoznana za kriva zaradi zločinov proti človeštvu in bila obsojena na dosmrtno ječo. V nadaljnjemu sojenju sta bila 16. novembra 2018 oba spoznana še za kriva zaradi izvajanja genocida nad prebivalci Kambodže, zaradi česar sta bila obsojena na še dodatno dosmrtno zaporno kazen, brez možnosti pomilostitve. Kang Lek Lew je bil 26. julija 2010 spoznan za krivega zaradi zločinov proti človeštvu in bil obsojen na 35 let zaporne kazni. 3. februarja 2012 je nato sodišče njegovo kazen podaljšalo v dosmrtno zaporno kazen.